# Boulevard Émile Jacqmain
Pour les articles homonymes, voir Jacqmain.
Le boulevard Émile Jacqmain (en néerlandais : Émile Jacqmainlaan) est un axe routier du centre de Bruxelles (nord du Pentagone), parallèle à la rue de Laeken et au boulevard Adolphe Max. Il a été créé par la voûtement de la Senne, et s'appelait plutôt boulevard de la Senne. Il doit son nom à l'homme politique belge Émile Jacqmain.
Sa partie au nord du boulevard Baudouin jusqu’à la place Gaucheret est renommée boulevard du Roi Albert II en 1999.

## Littérature
La poétesse et romancière surréaliste Irène Hamoir a publié en 1953 un roman intitulé Boulevard Jacqmain dans lequel les membres du groupe surréaliste belge apparaissent sous des surnoms, Nouguier pour Paul Nougé, Gritto pour René Magritte, Maître Bridge pour Louis Scutenaire, Edouard Massens pour E. L. T. Mesens, Bergère pour Georgette Magritte, Marquis pour Paul Magritte, Sourire pour André Souris, Monsieur Marcel pour Marcel Lecomte, Evrard pour Geert Van Bruane, Crépue pour elle-même.

## Musique
Ce boulevard a été le lieu de tournage du clip du single Ma philosophie (2004) de la chanteuse française Amel Bent, extrait de son album certifié disque de platine Un jour d'été.

## Œuvres d'art
- L'esprit ouvert (1997), de Tapta.
- AND /MAAR, OP - AND /POUR, ET (2000-2003), de Peter Downsbrough.